# دمبو
دمبو (بالإنجليزية: Dumbo) هو فيلم رسوم متحركة للمخرج بن شاربستين، أول عرض 23 أكتوبر عام 1941.
الفيلم الرابع من سلسلة والت ديزني الكلاسيكية المتحركة، ويستند إلى قصة دامبو من تأليف هيلين أبرسون ويتضح من لؤلؤ هارولد عن النموذج الأولي لعبة الجدة («بفندق كتاب») هو الشخصية الرئيسية جامبو الابن، وهو يمتلك جسم الفيل الذي يلقب بقسوة «دامبو». غير أن أذنيه كبيرة تثير السخرية، ولكن في الحقيقة هو قادر على الطيران باستخدام أذنيه كأجنحة. طوال الفيلم، وصديقه الحقيقي الوحيد هو الفأر، تيموثي— يسخر من علاقة العداء النمطية بين الفئران والفيلة.
وأتى فيلم دامبو لتعويض الخسائر المالية لفنتازيا. كان السعي المتعمد من البساطة والاقتصاد لأستوديو ديزني، مدته 64 دقيقة، وهو واحدة من أقصر إنتاجات شركة ديزني المميزة.

## وصلات خارجية
- دمبو على موقع IMDb (الإنجليزية)
- دمبو على موقع ميتاكريتيك (الإنجليزية)
- دمبو على موقع الموسوعة البريطانية (الإنجليزية)
- دمبو على موقع روتن توميتوز (الإنجليزية)
- دمبو على موقع نتفليكس (الإنجليزية)
- دمبو على موقع ألو سيني (الفرنسية)
- دمبو على موقع Turner Classic Movies (الإنجليزية)
- دمبو على موقع أول موفي (الإنجليزية)
- دمبو على موقع بوكس أوفيس موجو (الإنجليزية)
- دمبو على موقع فيلمافينيتي (الإسبانية)
- دمبو على قاعدة بيانات الأفلام